# Shaft (estúdio)
O Shaft, Inc. (有限会社シャフト, Yūgengaisha Shafuto) é um estúdio japonês de anime, fundado em 1 de setembro de 1975 por Hiroshi Wakao. O estúdio é conhecido pelo famoso uso de piadas gags, referências e a vanguarda cinematográfica notável em Pani Poni Dash!, Maria Holic, Sayonara, Zetsubou-Sensei, Hidamari Sketch, Puella Magi Madoka Magica, Bakemonogatari e Sangatsu no Lion.

## História
O estúdio Shaft foi fundado em 1 de setembro de 1975 por Hiroshi Wakao, ex-animador do estúdio Mushi Production. A empresa originalmente, foi fundada para pintar animações, mas posteriormente começou por trabalhar na produção de animes, como um subcontratante. A primeira série de anime produzida pelo estúdio foi Yume kara, Samenai (夢から、さめない, Yume kara, Samenai), em 1987.
Em 2000, após Shaft ter cooperado o estúdio GAINAX para produzir um DVD especial remasterizado de Gunbuster, ambos estavam produzindo as séries Mahoromatic, Kono Minikuku mo Utsukushii Sekai e Kore ga Watashi no Gōshujin-sama. Após a aposentadoria de Hiroshi Wakao em 2004, Kubota Mitsutoshi tornou-se o diretor representante do estúdio Shaft. O grupo de pintura do estúdio também foi reduzido, para que o grupo digital fosse fortalecido. Após as obras conjuntas feitas com o estúdio Gainax, Shaft começou por se esforçar em adaptações de mangás e light novels aclamadas até 2011, quando lançaram sua primeira série de anime original, Puella Magi Madoka Magica, em 2011. Shaft se tornou popular por causa de sua "inclinação de cabeça"; que em algumas produções significa que os personagens frequentemente inclinam a cabeça para olhar para alguém ou quando se viram, sem nenhuma razão.

## Características
Desde 2004, Akiyuki Shinbō, Tatsuya Oishi e Shin Ōnuma têm participado na maioria das produções do estúdio Shaft, a começar por Tsukuyomi: Moon Phase. O estúdio é único, devido ao seu uso de piadas gags e referências a outros animes, através da escrita no quadro negro em uma sala de aula ou qualquer espaço vazio disponível no fundo. O estúdio também é conhecido pelo uso de diferentes estilos de animação em uma série única, mudanças no estilo de arte, a inclinação de cabeça característica, desenhos abstratos de fundo e o uso da música incomum para as sequências das aberturas de suas séries.

## Produções

### Animes
- Juuni Senshi Bakuretsu Eto Ranger (TV, abril de 1995)
- Dotto! Koni-chan (TV, novembro de 2000)
- Mahoromatic (feita em colaboração com o estúdio GAINAX)
  - Mahoromatic: Automatic Maiden (TV, setembro de 2001)
  - Mahoromatic: Something More Beautiful (TV, setembro de 2002)
  - Mahoromatic: Summer Special (OVA, agosto de 2003)
- G-On Riders (TV, julho de 2002, feita em colaboração com o estúdio GAINAX)
- Popotan (TV, julho de 2003)
- Kono Minikuku mo Utsukushii Sekai (TV, abril de 2004, feita em colaboração com o estúdio GAINAX)
- Tsukuyomi: Moon Phase (TV, outubro de 2004)
- Kore ga Watashi no Gōshujin-sama (TV, abril de 2005, feita em colaboração com o estúdio GAINAX)
- Pani Poni Dash! (TV, julho de 2005)
- Rec (TV, fevereiro de 2006)
- Negima!
  - Negima!? (TV, outubro de 2006)
  - Mahō Sensei Negima! Haru (OVA, outubro de 2006)
  - Mahō Sensei Negima! Natsu (OVA, novembro de 2006)
  - Mahō Sensei Negima!: Shiroki Tsubasa Ala Alba (OVA, agosto de 2008)
  - Mahō Sensei Negima!: Mou Hitotsu No Sekai (OVA, setembro de 2009)
  - Mahō Sensei Negima! Anime Final (Filmes, agosto de 2011)
- Hidamari Sketch
  - Hidamari Sketch (TV, janeiro de 2007)
  - Hidamari Sketch Special (TV, outubro de 2007)
  - Hidamari Sketch ×365 (TV, julho de 2008)
  - Hidamari Sketch ×365 Special (TV, outubro de 2009)
  - Hidamari Sketch ×Hoshimittsu (TV, janeiro de 2010)
  - Hidamari Sketch ×Hoshimittsu Special (TV, outubro de 2010)
  - Hidamari Sketch x SP (TV, outubro de 2011)
  - Hidamari Sketch x Honeycomb (TV, outubro de 2012)
  - Hidamari Sketch: Sae & Hiro's Graduation Arc (OVA, novembro de 2013)
- Sayonara, Zetsubou-Sensei
  - Sayonara Zetsubō Sensei (TV, julho de 2007)
  - Zoku Sayonara Zetsubō Sensei (TV, janeiro de 2008)
  - Goku Sayonara Zetsubō Sensei (OVA, outubro de 2008)
  - Zan Sayonara Zetsubō Sensei (TV, julho de 2009)
  - Zan Sayonara Zetsubō Sensei Bangaichi (OVA, novembro de 2009)
- Ef: A Fairy Tale of the Two 
  - Ef: A Tale of Memories. (TV, outubro de 2007)
  - Ef: A Tale of Melodies. (TV, outubro de 2008)
- Maria Holic
  - Maria Holic (TV, janeiro de 2009)
  - Maria Holic: Alive (TV, abril de 2011)
- Natsu no Arashi!
  - Natsu no Arashi! (TV, abril de 2009)
  - Natsu no Arashi! Akinai chū (TV, outubro de 2009)
- Monogatari
  - Bakemonogatari (TV, julho de 2009)
  - Nisemonogatari (TV, janeiro de 2012)
  - Nekomonogatari (Black) (TV, dezembro de 2012)
  - Monogatari Series Second Season (TV, julho de 2013)
  - Hanamonogatari (TV, agosto de 2014)
  - Tsukimonogatari (TV, dezembro de 2014)
  - Owarimonogatari (TV, outubro de 2015)
  - Kizumonogatari (Filme, janeiro de 2016)
  - Owarimonogatari 2nd (TV, agosto de 2017)
- Dance in the Vampire Bund (TV, janeiro de 2010)
- Arakawa Under The Bridge
  - Arakawa Under the Bridge (TV, abril de 2010)
  - Arakawa Under the Bridge x Bridge (TV, outubro de 2010)
- Soredemo Machi wa Mawatteiru (TV, outubro de 2010)
- Puella Magi Madoka Magica
  - Puella Magi Madoka Magica (TV, janeiro de 2011)
  - Puella Magi Madoka Magica the Movie Part I: The Beginning Story (Filme, outubro de 2012)
  - Puella Magi Madoka Magica the Movie Part II: The Eternal Story (Filme, outubro de 2012)
  - Puella Magi Madoka Magica the Movie Part III: The Rebellion Story (Filme, outubro de 2013)
- Denpa Onna to Seishun Otoko (TV, abril de 2011)
- Sasami-san@Ganbaranai (TV, janeiro de 2013[1])
- Nisekoi
  - Nisekoi (TV, janeiro de 2014)
  - Nisekoi Season 2 (TV, abril de 2015)
- Mekakucity Actors (TV, abril de 2014[2])
- Kōfuku Graffiti (TV, janeiro de 2015)

### Outras obras
- Yume kara, Samenai (OVA, 1987)
- Arcade Gamer Fubuki (OVA, 2002)
- Kino no Tabi: Byouki no Kuni -For You- (Filme, 2007)
- Shina Dark (DVD do vídeo musical, 2008)
- Katte ni Kaizō (OVA, maio de  2011 - outubro de 2011)
- Kid Icarus: Uprising -Palutena's Revolting Dinner- (ONA, março de 2012)
- Magical Suite Prism Nana (2012-2013)[3][4]
- Fate/Extra CCC (Tema de abertura do filme, janeiro de 2013)
- Super Smash Bros. para Nintendo 3DS e Wii U (Trailer da personagem Palutena, junho de 2014)

### Produções estrangeiras
- Hulk Hogan's Rock 'n' Wrestling (em colaboração com os estúdios Wang Film Productions e Hanho Heung-Up)
- Jayce et les Conquérants de la Lumière (em colaboração com o estúdio Sunrise e outros estúdios)
- ALF Tales (em colaboração com o estúdio MOOK DLE)